# Tóth Imre (kémikus)
Tóth Imre (Köröstarcsa, Magyarország, 1950. március 6.) magyar kémikus, professzor emeritus a Debreceni Egyetem Természettudományi és Technológiai Kar, Kémiai Intézet, Szervetlen és Analitikai Kémiai Tanszékén, a Magyar Tudományos Akadémia doktora.

## Életpályája[forrás?]
Köröstarcsán született, édesapja Tóth Imre református kántor tanító, édesanyja Túsz Mária Klára fodrász. Nővére, Klára rajz-magyar szakos tanárként ment nyugdíjba Cegléden. Húga, Gabriella, kémia-fizika szakos tanárként dolgozott Mezőberényben. Általános iskolába Köröstarcsán járt. Tinédzserként kezdett érdeklődni a kémia iránt, 1968-ban Debrecenben a Vegyipari Technikumban érettségizett. A Kossuth Lajos Tudományegyetemen vegyészként szerzett diplomát 1974-ben.
Házasságot 1973-ban kötött Medve Mariannával, Nyírbélteken. Debrecenben, Pallagon élnek, ahol felesége a Balásházy János Gyakorló Technikumban matematikát és fizikát tanított. Mindhárom gyermekük (Borbála, 1974; Imre Péter, 1975 és László Márton, 1990) doktorált. Nyolc unokájuk van (Takács Márton Károly, 2005; Takács Janka, 2006; Tóth Sára Júlia, 2007; Tóth Mátyás, 2008; Takács Petra Ágnes, 2009; Tóth Ádám, 2017; Tóth Barnabás Gergő, 2021; Tóth Dávid, 2024).

## Munkássága
Diplomáját követően teljes akadémiai pályafutása során a Debreceni Egyetem Kémiai Intézetében tanított és kutatott, ahol 2004 után egyetemi tanár, 2015 óta professzor emeritus. Eközben négy alkalommal egy-egyéves megszakításokkal vendégprofesszor volt a stockholmi KTH Royal Institute of Technology-n, a Wenner-Gren Centerben. A japán Fukuoka Egyetemen három alkalommal volt rövidebb ideig vendégkutató.
Szakterülete a szervetlen kémia. Főbb kutatási eredményei a spektroszkópia és a fémkomplexek vizsgálata során születtek. Kutatásai során a fémkomplexek diagnosztikai célú alkalmazhatóságát, a fém-fém kötéseket tartalmazó komplexek egyensúlyi, szerkezeti és kinetikai tulajdonságait, és különböző fém-ligandum komplexek oldatban való reakcióképességét vizsgálta NMR spektroszkópiával. Munkássága során új, ligandumok által nem támogatott, csupasz fém-fém kötést tartalmazó vegyületcsaládot fedezett fel. Koordinációs kémiai kutatásai az orvosi diagnosztikában felhasználható Gd(III) és Mn(II) tartalmú paramágneses kontrasztanyagok illetve a radiodiagnosztikában (Ga-68, Sc-44) és terápiában alkalmazható (beta sugárzó Lu és Y, alfa-sugárzó Ra és Bi izotópok) készítmények fejlesztéséhez járultak hozzá. 2025-ig 143 lektorált publikációja volt és 23 alkalommal publikált a terület legrangosabb nemzetközi folyóiratában, az Inorganic Chemistry-ben.
Meghatározó szerepet játszott a kutatási terület koordinációjában, fontos konferenciák szervezésével és széleskörű nemzetközi kutatási együttműködések kiépítésével és ápolásával, az ausztrál Perthtől, a japán Fukuokán át a svédországi Umeå-ig.
1990-ben kandidált és 2003-ban lett a Magyar Tudományos Akadémia doktora. A Magyar Tudományos Akadémia Szervetlen Kémiai és Anyagtudományi Bizottságának, a Debreceni Területi Bizottságnak, és a Szervetlen és Analitikai Kémiai Munkabizottságnak a tagja.
Kutatási és oktatási tevékenysége mellett sok éven át volt a Felsőoktatási Dolgozók Szakszervezetének elnöke a Debreceni Egyetemen.

## Díjai, elismerései
A Magyar Érdemrend lovagkeresztjével tüntették ki 2015-ben, de tiltakozásul amiatt, mert a kitüntetést politikai alapon Bayer Zsolt is megkapta, a díjat visszaadta. A Magyar Tudományos Akadémia Akadémiai Díját nyerte el 2021-ben.

## Kiemelkedő publikációi
- Tóth, E., Brücher, E., Lázár, I., & Tóth, I. (1994). Kinetics of formation and dissociation of lanthanide (III)-DOTA complexes. Inorganic Chemistry, 33(18), 4070-4076. https://doi.org/10.1021/ic00096a036
- Kálmán, F. K., Baranyai, Z., Tóth, I., Bányai, I., Király, R., Brücher, E., ... & Kovács, Z. (2008). Synthesis, potentiometric, kinetic, and NMR Studies of 1, 4, 7, 10-tetraazacyclododecane-1, 7-bis (acetic acid)-4, 10-bis (methylenephosphonic acid)(DO2A2P) and its complexes with Ca (II), Cu (II), Zn (II) and lanthanide (III) ions. Inorganic Chemistry, 47(9), 3851-3862. https://doi.org/10.1021/ic7024704
- Baranyai, Z., Uggeri, F., Maiocchi, A., Giovenzana, G. B., Cavallotti, C., Takács, A., ... & Aime, S. (2013). Equilibrium, kinetic and structural studies of AAZTA complexes with Ga3+, In3+ and Cu2+. European Journal of Inorganic Chemistry, 2013(1), 147-162. https://doi.org/10.1002/ejic.201201108
- Takács, A., Napolitano, R., Purgel, M., Bényei, A. C., Zékány, L., Brücher, E., ... & Aime, S. (2014). Solution structures, stabilities, kinetics, and dynamics of DO3A and DO3A–sulphonamide complexes. Inorganic Chemistry, 53(6), 2858-2872. https://doi.org/10.1021/ic4025958
- Garda, Z., Molnar, E., Hamon, N., Barriada, J. L., Esteban-Gómez, D., Váradi, B., ... & Tircsó, G. (2020). Complexation of Mn (II) by rigid pyclen diacetates: equilibrium, kinetic, relaxometric, density functional theory, and superoxide dismutase activity studies. Inorganic Chemistry, 60(2), 1133-1148. https://doi.org/10.1021/acs.inorgchem.0c03276